# Макалистер, Роберт
Роберт Александр Стюарт Макалистер (англ. Robert Alexander Stewart Macalister) (1870—1950) — ирландский археолог, крупный исследователь огамического письма.

## Биография
Макалистер родился в Дублине, получил образование в Кембридже. Несмотря на раннее увлечение археологией Ирландии, вскоре всерьёз заинтересовался библейской археологией. Вместе с Фредериком Дж. Блиссом в 1898—1900 годах раскопал несколько поселений в районе Шефела в Палестине. Используя методы стратиграфии, предложенные незадолго до этого Флиндерсом Питри, Макалистер и Блисс уточнили хронологию для этого региона с помощью датировок типов керамики. После ухода Блисса на пенсию, в 1901 году Макалистер стал начальником экспедиций, проводимых Фондом исследования Палестины.
С 1902 по 1909 год Макалистер отвечал за археологические исследования в Гезере (территория современного Израиля, немного западнее Иерусалима. Эти работы стали одними из первых масштабных исследований в регионе. Календарь из Гезера, найденный Макалистером в 1908 году, представляет собой один из древнейших образцов палео-еврейского письма (X в. до н. э.). Однако в целом исследования Макалистера в Палестине признаются неудачными, прежде всего из-за низкого уровня проведения раскопок и небрежно составленных отчётов. Макалистер был единственным профессиональным археологом на этих работах, и поэтому поиск финансирования также был практически неразрешимой задачей.
В 1909 году Макалистер покинул Палестину, вернулся в Ирландию и заступил на должность профессора кельтской археологии Дублинского университета, где и преподавал до выхода на пенсию в 1943 году. За это время он поработал на объектах древнеирландской Тары и составил каталог огамических надписей Британских островов. Его переводы ирландских мифов и легенд до сих пор пользуются большой популярностью.
Макалистер был членом Ирландской королевской академии (1910), президентом Королевского общества антикваров Ирландии (1924—1928).

## Публикации
- Ecclesiastical Vestments: Their Development and History (1896)
- Studies in Irish Epigraphy (1897)
- Excavations in Palestine, 1898—1900 (1902) (совместно с Ф. Дж. Блиссом)
- The Story of the Crop-Eared Boy / The Story of the Eagle-Boy (1908) (редактор/переводчик)
- The Memorial Slabs of Clonmacnois, King’s County (1909)
- The Excavation of Gezer (1910—1912)
- A History of Civilization in Palestine (1912)
- The Philistines: Their History and Civilization
- A Text Book of European Archaeology (1921)
- The Latin and Irish Lives of Ciaran (1921) (редактор/переводчик)
- Ireland in Pre-Celtic Times (1921)
- A Century of Excavation in Palestine (1925)
- Excavations on the Hill of Ophel (1926)
- The Archaeology of Ireland (1928)
- Tara, a Pagan Sanctuary of Ancient Ireland (1931)
- Ancient Ireland (1935)
- Lebor Gabála Érenn (1938—1941) (редактор/переводчик)
- Corpus Inscriptionum Insularum Celticarum (1945)